# FED (azienda)
La FED (in inglese Kharkiv Machinery Plant "FED"; in ucraino Харківський машинобудівний завод «ФЕД»?, Charkivs'kyj mašynobudivnyj zavod "FED", letteralmente Fabbrica Meccanica di Charkiv "FED") è un'azienda statale ucraina specializzata nella produzione di sistemi idraulici e pneumatici destinati all'industria aeronautica. Venne originariamente fondata come piccola officina meccanica all'interno di un orfanotrofio intitolato a Feliks Ėdmundovič Dzeržinskij presso Char'kov, allora capitale dell'Ucraina sovietica, nel 1927.
Dopo un processo di industrializzazione nei primi anni 30, divenne la prima fabbrica di macchine fotografiche 35 mm dell'URSS, la cui produzione su larga scala iniziò nel 1934 con la copia della Leica II a telemetro. La produzione continuò fino al 1941, quando le forze tedesche distrussero la fabbrica; successivamente la produzione fu ripresa nel 1946. Nel dopoguerra la fabbrica iniziò a produrre anche componentistica destinata all'aeronautica, fornendo ad esempio sistemi di gestione del carburante per il Tupolev Tu-104 negli anni 50. La produzione di macchine fotografiche è completamente cessata negli anni 90, dopo un totale di oltre 8 milioni di pezzi, superando con le copia delle Leica il numero delle macchine originali.
Attualmente l'azienda è pienamente inserita nel settore dell'industria militare ucraina, facendo parte del conglomerato Ukroboronprom, e fornendo componentistica a industrie come Antonov e Ivčenko-Prohres.

## Macchine fotografiche prodotte
- FED 1 (Fèd'ka) (1934-1955)
- FED S (1938-1941)
- FED V (dal 1938)
- TSVVS (1949-1950)[4]
- FED 2 (1955-1970)
- ZARYA (1958-1959)
- FED 3 (1961-1980)
- FED 4 (1964-1976)
- FED 5 (1977-1994)
- FED 6TTL (1998)[5]
- FED 7 prototipo (1999)[6]

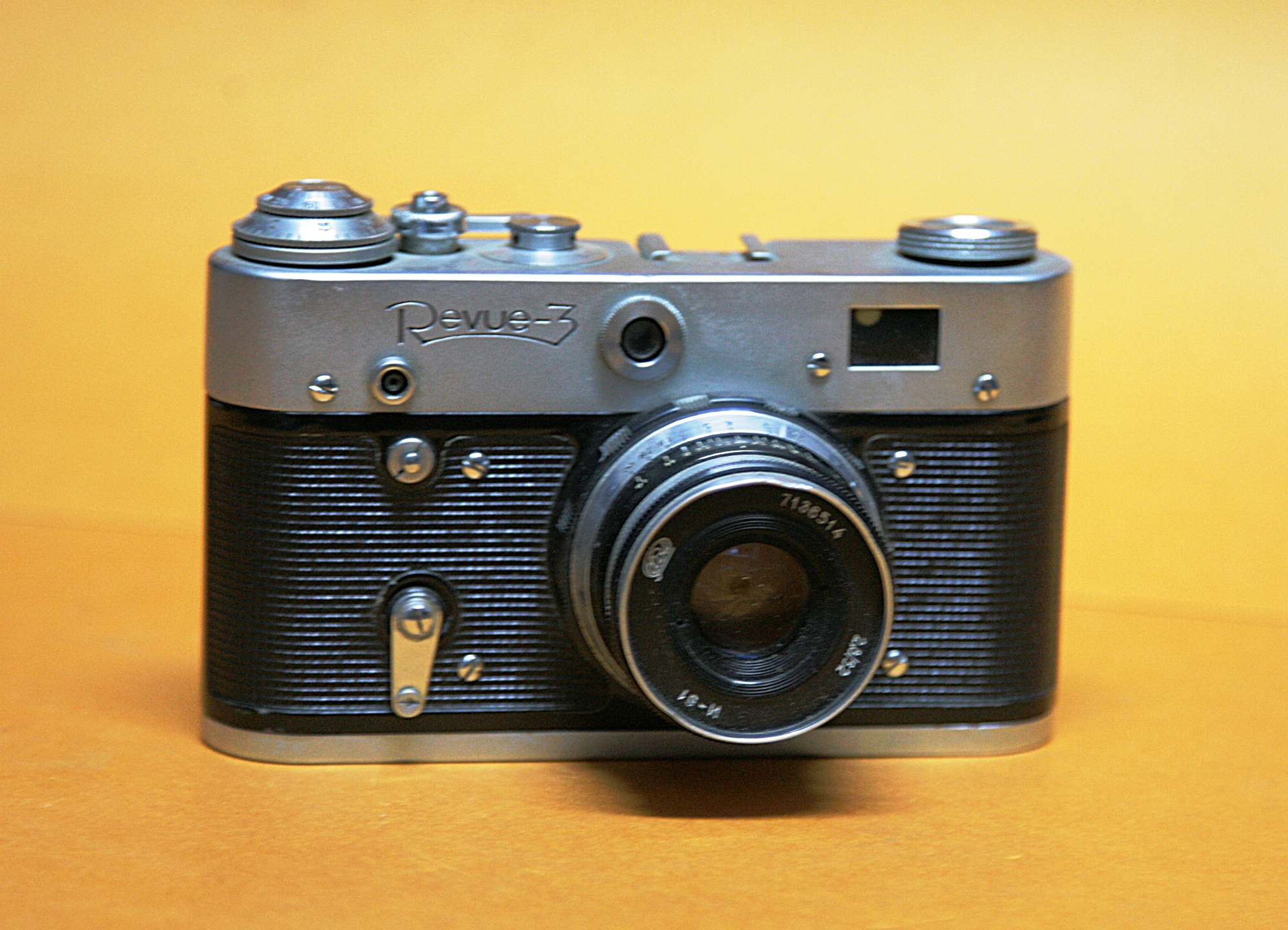
FED3 - Revue 3 1966-1976; versione per l'export con obiettivo da 35mm
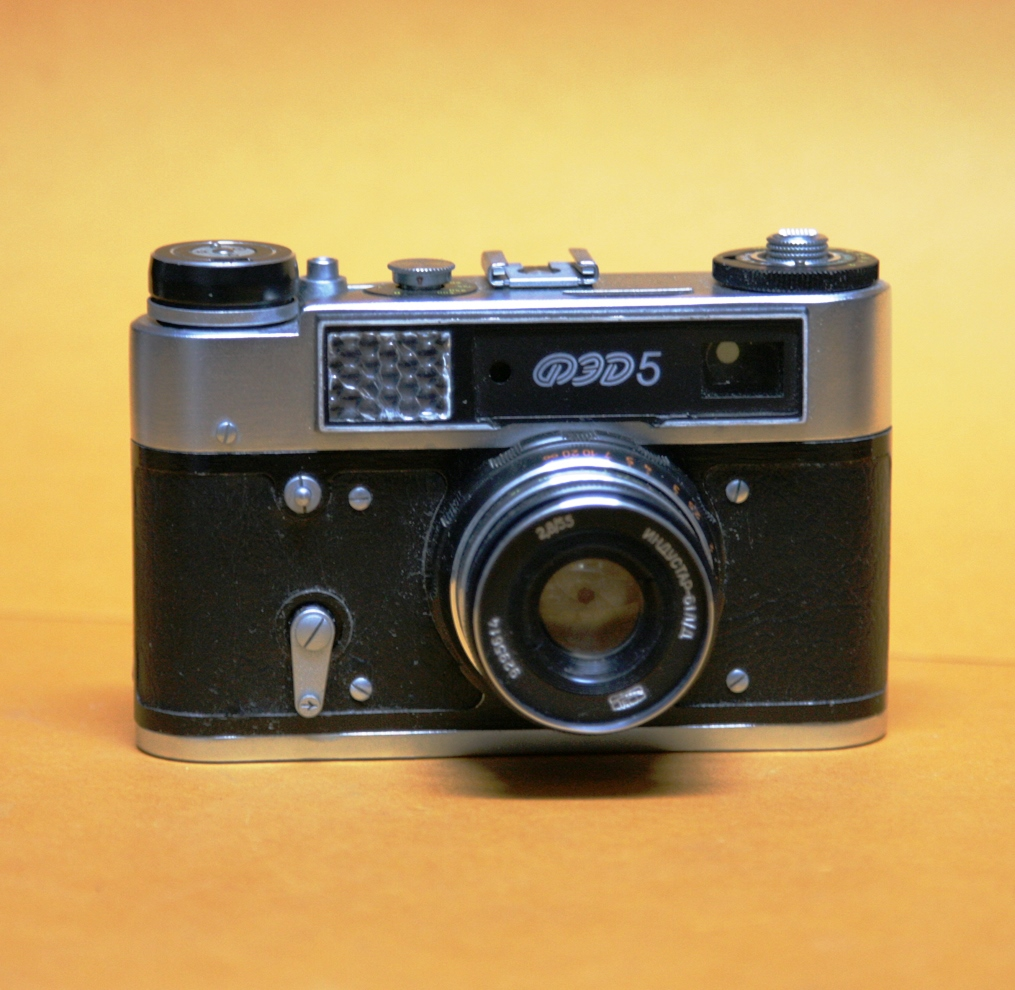
FED 5 1977-1990 Obiettivo I-61L f2,8 55mm
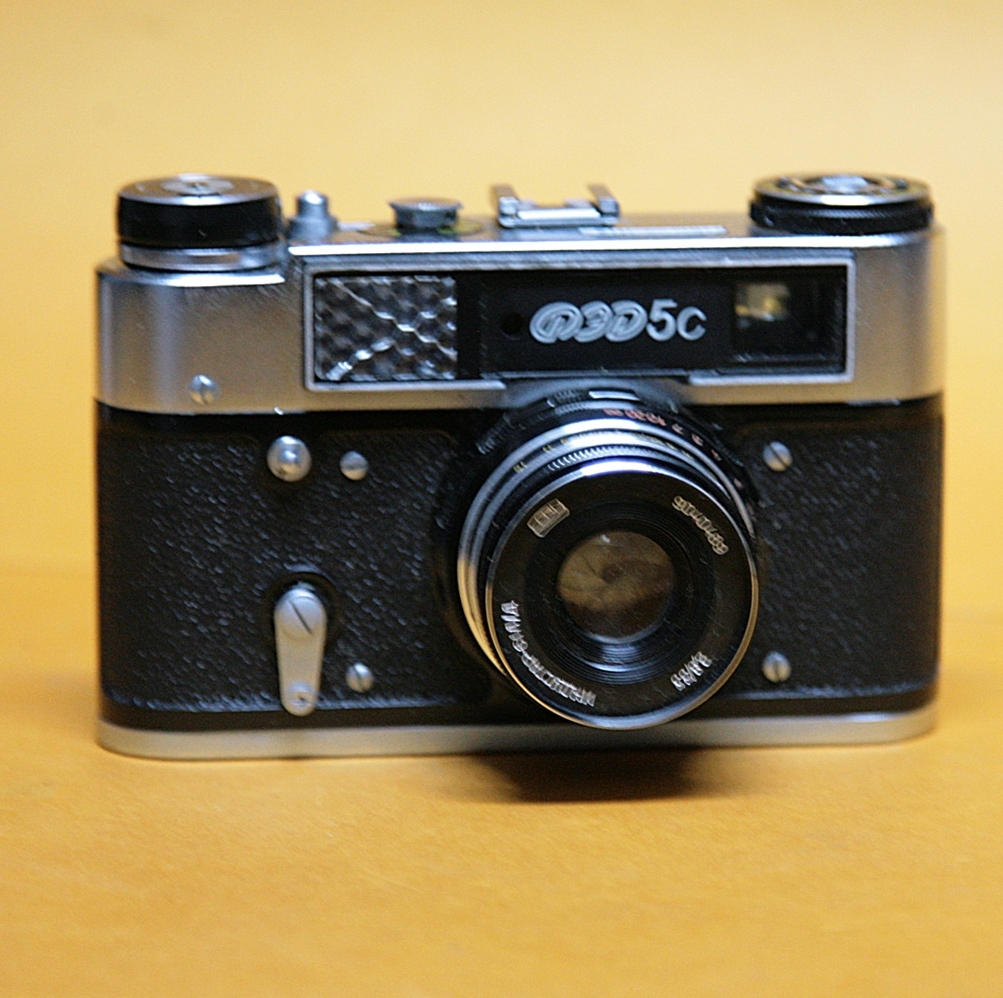
FED 5c 1977-1990, modello economico della gamma FED5

Fotocamere a telemetro a lente fissa
- FED-10
- FED-Atlas (FED-11)
- FED-35
- FED-35A
- FED Mikron
- FED Mikron-2

Fotocamere stereo (1988-1996)
- FED Stereo
- FED Stereo M
- FED BOY Stereo

Fotocamere a lente fissa
- FED Micron
- FED 50

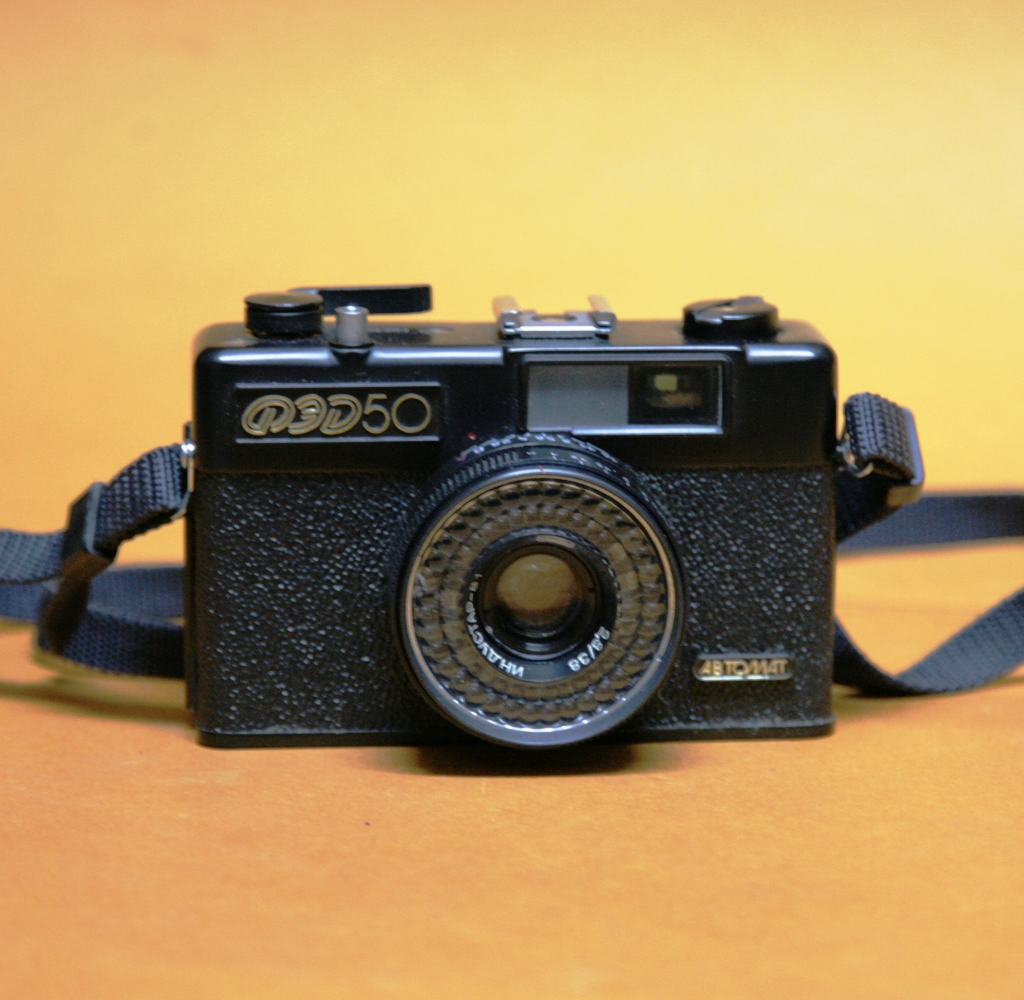
FED 50 Aut. 1986- 1996, obiettivo Industar-81 f2.8 38mm